# IPhone
iPhone (укр. айфо́н) — ряд смартфонів, розроблених компанією Apple і випущений 2007 року. Головною особливістю смартфона є операційна система iOS яка є ексклюзивною для iPhone. Сторонні програми можна завантажити з App Store, запущеного 2008 року.
У США iPhone вперше з'явився у продажу 29 червня 2007 року, в Європі — 9 листопада 2007 року, в Азії планувалася поява у 2008 році.
Торговельна марка «iPhone» належить компанії Cisco Systems, яка у грудні 2006 року випустила апарат з такою назвою для інтернет-телефонії. 20 лютого 2007 р. Apple та Cisco досягли домовленості щодо спільного користування торговельною маркою.
27 липня 2016 року компанія Apple заявила про продаж 1 млрд мобільних телефонів iPhone різних версій.
Станом на початок 2024 року було продано більше 2.3 млрд моделей iPhone різних версій.

## Історія розробки
Історія виникнення iPhone пов'язана з появою популярного плеєра iPod. У період 2002–2004 директор Apple Стів Джобс став розробляти ідею створення пристрою, здатного об'єднати в собі всі гаджети, які людям доводилося носити окремо: мобільний телефон, плеєр, кишеньковий комп'ютер. Цю нішу могли зайняти смартфони, які з'явилися в той час і вже набирали популярність. Сам Стів Джобс на конференції «D- All Things Digital» 2010 року, яку проводила Волл-стріт джорнел, заявив про першість ідеї планшету над пізнішою ідеєю телефону «iPhone».
| Скажу по секрету. Взагалі-то, я почав з планшета. У мене з'явилася ідея позбутися клавіатури, щоб можна було друкувати прямо на скляному мультитач-дисплеї. І я поцікавився у наших хлопців, чи можемо ми запропонувати такий скляний мультитач-дисплей. На якому можна було б друкувати, просто покласти на нього руки і друкувати. І через шість місяців вони запросили мене і показали прототип такого екрану. А я відніс його одному з наших чудових хлопців, які займаються користувацькими інтерфейсами. Через кілька тижнів він покликав мене — у нього була готова інерційна прокрутка. Побачивши стрічку, інерційну прокрутку і пару інших речей, я подумав: «Боже, і ми можемо зробити з цього телефон!» І відклав проект планшета на полицю. Тому що важливішим був телефон. Наступні кілька років ми працювали над iPhone. Оригінальний текст (англ.) I’ll actually tell you kind of a secret. I actually started on a tablet first. I had this idea of being able to get rid of the keyboard, type on a multitouch glass display. And I asked our folks could we come up with a multitouch glass display. That I... we can type on it, rest my hands on and actually type on it. And about six months later, they called me in and showed me this prototype display. And I gave it to one of our other really brilliant UI folks. And he called me back few weeks later and he had inertial scrolling working. When I saw the rubber band, inertial scrolling and few the other things, I thought, "my God, we can build a phone out of this!" And I put the tablet project on the shelf. Because the phone was more important. And we went to work the next several years on the iPhone. |

Перший проект телефону, що носив кодову назву Purple 1, не був доведений до кінця. Наступним етапом для Apple стала участь у створенні мобільного телефону «Motorola ROKR», що вийшов на ринок у вересні 2005 року. Пристрій позиціонувався як плеєр, тісно інтегрований з програвачем «iTunes». Інтерфейс плеєра в телефоні був створений Apple і нагадував інтерфейс iPod. Однак, зважаючи на невдалий дизайн і слабку функціональність, телефон так і не набув широкого поширення і навіть був названий провалом року.
Незважаючи на відсутність успіху з Motorola ROKR, вже в лютому 2005 року Стів Джобс почав переговори про двостороннє партнерство зі стільниковим оператором Cingular, заявивши, що його компанія здатна і має намір представити власний пристрій. Розробка iPhone проходила в обстановці суворої секретності. Інженери, що працювали над різними частинами (програмної та апаратної) продукту, не мали можливості спілкуватися один з одним. Для переговорів з Cingular, представники Apple реєструвалися під виглядом співробітників партнерської компанії Infineon. Проєкт мав внутрішню назву «Purple 2».
Після виходу 18 грудня 2006 року однойменного VoIP-телефону від компанії «Cisco» багато хто вирішив, що мобільний телефон від Apple так і не буде створено.

## Назва
Успіх плеєрів iPod та інших продуктів з приставкою «i», спонукав маркетинговий відділ і керівництво компанії до її використання і в назві телефону — iPhone. Однак це викликало ряд складнощів. Торгова марка «iPhone» зареєстрована 20 березня 1996 року компанією Infogear.
Після оголошення 9 січня 2007 року про випуск Apple мобільного телефону з назвою «iPhone» компанія Cisco подала до суду на Apple за неправомірне використання торгової марки. 21 лютого 2007 року компанії досягли спеціальної угоди про спільне використання торгової марки iPhone, деталі якого не розголошувалися.

## Моделі
Створено за весь час 46 моделей. Моделі, виділені жирним є на даний час найновішими:

### Поточні пристрої
| - iPhone 15 (2023–сьогодення) - iPhone 15 Plus (2023–сьогодення) - iPhone 16 (2024–сьогодення) - iPhone 16 Plus (2024–сьогодення) - iPhone 16 Pro (2024–сьогодення) - iPhone 16 Pro Max (2024–сьогодення) - iPhone 16e (2025–сьогодення) |

### Попередні пристрої
| - IPhone 2G (2007—2008) - iPhone 3G (2008—2010) - iPhone 3GS (2009—2012) - iPhone 4 (2010—2013) - iPhone 4S (2011—2014) - iPhone 5 (2012—2013) - iPhone 5C (2013—2015) - iPhone 5S (2013—2016) - iPhone 6 (2014—2016) - iPhone 6 Plus (2014—2016) - iPhone 6S (2015—2018) - iPhone 6S Plus (2015—2018) - iPhone SE (2016—2018) - iPhone 7 (2016—2019) | - iPhone 7 Plus (2016—2019) - iPhone 8 (2017—2020) - iPhone 8 Plus (2017—2020) - iPhone X (2017—2018) - iPhone XR (2018—2021) - iPhone Xs (2018—2019) - iPhone Xs Max (2018—2019) - iPhone 11 (2019–2022) - iPhone 11 Pro (2019—2020) - iPhone 11 Pro Max (2019—2020) - iPhone SE 2 (2020–2022) - iPhone 12 (2020–2023) - iPhone 12 Pro (2020–2021) - iPhone 12 Pro Max (2020–2021) - iPhone 13 (2021–2024) - iPhone 13 mini (2021-2023) - iPhone 13 Pro (2021–2022) - iPhone 13 Pro Max (2021–2022) - iPhone SE 3 (2022–2025) - iPhone 14 (2022–2025) - iPhone 14 Plus (2022–2025) - iPhone 14 Pro (2022–2023) - iPhone 14 Pro Max (2022–2023) - iPhone 15 Pro (2023–2024) - iPhone 15 Pro Max (2023–2024) |

| Хронологія моделей iPhone                   |
| ------------------------------------------- |
| Див. також: Хронологія продуктів Apple Inc. |

Джерело: Apple Newsroom Archive

## Програмне забезпечення
Операційну систему Apple iOS (до 7 червня 2010 року використовувалась назва iPhone OS) часто називають «прошивкою», що невірно. На iPhone встановлена модифікована версія «Mac OS X», що являє собою оригінальну операційну систему — «iOS». Аналогічна система встановлена на плеєрі iPod Touch та інтернет-планшеті iPad, з тією лише різницею, що з інтерфейсу видалені функції телефону і надсилання SMS. Оновлення на «ключові» версії, наприклад, з 1.0 на 2.0, з 2.0 на 3.0, для плеєрів iPod Touch платне, на відміну від iPhone, проте вартість оновлення невелика — 4,95 доларів США. Перехід на нову версію операційної системи Apple iOS 4.0 для iPod безкоштовний.
Одним з головних недоліків iPhone OS з моменту її появи було відсутність управління багатозадачністю з інтерфейсу користувача (однак за допомогою стороннього ПЗ, що вимагає джейлбрейка, користувач міг виконувати програми у фоновому режимі, оскільки ядро iPhone OS підтримує багатозадачність). В Apple iOS версії 4 цей недолік був виправлений. Управління багатозадачністю було додано в інтерфейс користувача з використанням апаратної кнопки на передній панелі телефону для виведення списку запущених додатків і перемикання між ними. Для додатків, що працюють у фоновому режимі, виділяється найменша кількість ресурсів, завдяки чому збільшується час роботи телефону від акумулятора. Для реалізації багатозадачності в сторонніх додатках була введена додаткова функціональність для розробників, щоб створені ними програми могли виконувати тільки «дозволені» дії у фоновому режимі.
Крім багатозадачності нова версія операційної системи одержала більше 100 нових функцій, включаючи можливість створення папок і ярликів на робочому столі, підтримку бездротової клавіатури, можливість зміни фону робочого столу (що в ранніх версіях було можливим тільки при використанні сторонніх програм). iOS 4 також забезпечує кросплатформенну підтримку всіх пристроїв від Apple і інтеграцію з iTunes. Варто відзначити, що в апаратах iPhone 3G після оновлення операційної системи до iOS 4 функціональність буде значною мірою обмежена, так, наприклад, багатозадачність у iPhone 3G без джейлбрейка відсутня.
Поточна версія операційної системи — 15.6.

### Список підтримуваних пристроїв
| iPhone - iPhone 6S - iPhone 6S Plus - iPhone SE - iPhone 7 - iPhone 7 Plus - iPhone 8 - iPhone 8 Plus - iPhone X - iPhone Xs - iPhone Xs Max - iPhone XR - iPhone 11 - iPhone 11 Pro - iPhone 11 Pro Max - iPhone SE (2020) - iPhone 12 - iPhone 12 mini - iPhone 12 Pro - iPhone 12 Pro Max | iPod Touch - iPod Touch (7-го покоління) | iPad - iPad Air 2 - iPad Air (2019) - iPad (2017) - iPad (2018) - iPad (2019) - iPad Mini 4 - iPad Mini (5-го покоління) - iPad Pro (12.9-inch) - iPad Pro (9.7-inch) - iPad Pro (10.5-inch) - iPad Pro (11-inch) |

## Особливості інтерфейсу

Інтерфейс iPhone 13

В операційній системі Apple iOS користувальницький інтерфейс Cocoa був замінений на спеціальну мобільну версію, орієнтовану на роботу пальцями з мультисенсорним екраном (без використання стилуса) — Cocoa Touch. В інтерфейсі програми iPod застосовується технологія Cover Flow.
Інтерфейс створювався з урахуванням повного управління пальцями, тому екран не реагує на торкання іншими предметами. Технологія Multitouch, що дозволяє дисплею iPhone розпізнавати дотик до п'яти пальців одночасно, значно полегшує взаємодія користувача з пристроєм: наприклад, масштабування зображення або вебсторінки. Випускається велика кількість адаптованих під дану технологію ігор, інтерфейс яких подібний до інтерфейсу портативної ігрової консолі PSP з перенесеними на екран елементами управління. Прикладом такого застосування може служити гра Terminator Salvation. Завдяки вбудованому акселерометру, при грі в авто- і авіасимулятори (наприклад, Need for Speed: Undercover і Tom Clancy's H.A.W.X.) поворот смартфону відносно перпендикулярній площині екрану осі виконує функції керма і рукоятки керування літаком.
Є вбудована можливість створення скріншотів одночасним натисканням кнопки виключення телефону і кнопки «Додому», результат при цьому зберігається в альбомі «Фотоплівка».

### Джейлбрейк
Файлова система апарату спочатку недоступна користувачеві, через що, наприклад, відсутня можливість зміни оформлення, додавання додаткових налаштувань в меню смартфона, встановлення сторонніх або неліцензійних програм. Джейлбрейк — офіційно не підтримувана Apple операція, за допомогою якої можна відкрити повний доступ до файлової системи. Після цього стає можливим встановлення сторонніх додатків, які заміняють iPod (наприклад, PWNPlayer) і мають розширені, порівняно зі стандартними додатками, функції. Окрім цього, з'являється можливість працювати з файловою системою так само, як і на звичайному ПК або КПК. На iPhone 3G за допомогою джейлбрейка реалізується підтримка багатозадачності і фонових малюнків робочого столу. Однак, реалізована джейлбрейком багатозадачність на iPhone 3G не працює: при перемиканні на згорнуту раніше програму, вона запускається заново, а не продовжує свою роботу.

### Синхронізація з Mac або PC
Зараз єдиним офіційним засобом зв'язку iPhone з комп'ютером є програма iTunes, доступна тільки для користувачів операційних систем від Apple і Microsoft. Створенню сторонніх програм Apple всіляко перешкоджає, аж до судового переслідування розробників. Для користувачів операційних систем Linux виявляється закритим доступ не тільки до оновлень програмного забезпечення iPhone, але і до простої синхронізації смартфона з комп'ютером. Незважаючи на погрози Apple, користувачі продовжують шукати способи синхронізації iPhone з комп'ютером під управлінням операційних систем Linux. Одним із способів синхронізації є використання бездротових мереж Wi-Fi і операційної системи Apple iOS з виконаним Джейлбрейком. Спосіб синхронізації полягає в тому, що в «розлоченій» операційній системі відкривається доступ до файлової системи смартфону, після чого комп'ютер може підключитися до нього як до звичайного накопичувача.

## Вплив iPhone
З появою iPhone і швидким завоюванням істотної частини ринку смартфонів, багато виробників почали випуск своїх смартфонів, що нагадують дизайн iPhone і мають практично повністю сенсорне управління. Китайські виробники почали випускати копії iPhone, які не тільки повністю повторюють дизайн і інтерфейс справжнього iPhone, але і мають навіть ідентичні назви. Апарати, покликані створити конкуренцію iPhone (так звані «вбивці» iPhone) найчастіше мають як деякі переваги перед ним, так і недоліки. Копії ж мають нижчу ціну (часто значно нижчу), але при цьому програють справжньому пристрою практично за всіма параметрами, у тому числі за часом автономної роботи, якості камери і екрану, потужності центрального і графічного процесорів та ін.

## iPhone в Україні

### Дозвільна система
Випробувальний центр Українського державного центру радіочастот вперше провів сертифікаційні випробування радіотелефону систем стільникового зв'язку GSM-900/1800 та UMTS торговельної марки iPhone 3G, моделі А1241 виробництва компанії Apple Inc. (США). За заявою Центру радіочастот, вони видали сертифікат відповідності № UA1.155.0190038-08 від 19 грудня 2008 року. Ввезення в Україну iPhone 3G здійснюється з дозволу УДЦР.
1 листопада 2012 року Національна комісія, що здійснює державне регулювання в сфері зв'язку та інформатизації (НКРЗІ), ухвалила рішення щодо внесення до Реєстру радіоелектронних засобів і випромінюючих пристроїв, які можуть застосовуватися на території України в смугах радіочастот загального користування дві моделі радіотелефонів ТМ Apple типу iPhone 5 моделі A1428 для застосування в системах стільникового зв'язку GSM900/1800 і UMTS і моделі A1429 для застосування в системах стільникового зв'язку GSM900/1800, UMTS та CDMA-800.

### Експлуатація
За даними операторів зв'язку України в телекомунікаційних мережах працює більш ніж 560 тисяч iPhone різних поколінь.
Станом на вересень 2012 року в мережі:
- Київстар зареєстровано близько 170 тисяч iPhone.
- Vodafone Україна — 221 тисяча iPhone.
- Lifecell — 100 тисяч iPhone.
- ТриМоб орієнтовна кількість — 70 тисяч iPhone.

## Географія продажу iPhone
Нижче наведено список країн, в яких Apple iPhone продаються офіційно.

Країни, в яких iPhone продається:
починаючи з першого покоління
починаючи з другого покоління
очікується в найближчому майбутньому

| - Вірменія - Австралія - Австрія - Аргентина - Бельгія - Болгарія - Бразилія - Велика Британія - В'єтнам - Гватемала - Німеччина - Гондурас - Гонконг - Греція - Данія - Домініканська Республіка - Єгипет - Ізраїль - Індія - Індонезія - Ірландія - Іспанія - Італія | - Канада - Тайвань - КНР - Колумбія - Латвія - Литва - Ліхтенштейн - Люксембург - Мадагаскар - Північна Македонія - Малайзія - Мексика - Молдова - Нідерланди - Нова Зеландія - Норвегія - ОАЕ - Парагвай - Перу - Польща - Португалія - Південна Корея | - Румунія - Сальвадор - Сінгапур - Словаччина - США - Туніс - Туреччина - Уругвай - Філіппіни - Фінляндія - Франція - Хорватія - Чехія - Чорногорія - Чилі - Швейцарія - Швеція - Еквадор - Естонія - ПАР - Японія - Україна |  |

## Цікаві факти
- 16 липня 2009 року, за повідомленням видання The Guardian, працівник відділу комунікацій з продуктами тайванської фірми Foxconn Technology Group, яка виробляє багато продуктів Apple на заводі в місті Шеньчжень, поблизу Гонконгу, 25-річний Сан Даньйонг (Sun Danyong), здійснив самогубство. Втративши один з шістнадцяти ввірених йому прототипів iPhone четвертого покоління, він вистрибнув з вікна 12 поверху свого багатоквартирного будинку. Як було повідомлено, Сан Даньйонг, як і інші співробітники, що займаються новими продуктами Apple, перебували під величезним тиском, щоб підтримувати високий рівень секретності щодо нових гаджетів та прототипів iPhone[19].
- Рейтинг найпопулярніших товарів, придбаних через eBay протягом 2010 року очолив iPhone 4[20]. Цих телефонів і пов'язаних з ним продуктів було куплено в кількості 1,63 млн штук.
- В 2023 році, за повідомленням видання The Wall Street Journal, у Китаї влада заборонила державним службовцям центрального уряду користуватися телефонами iPhone та іншими іноземними пристроями. Відтепер iPhone та інші пристрої іноземних держав використовувати для роботи або приносити їх до офісу — заборонено[21][22].